# X González

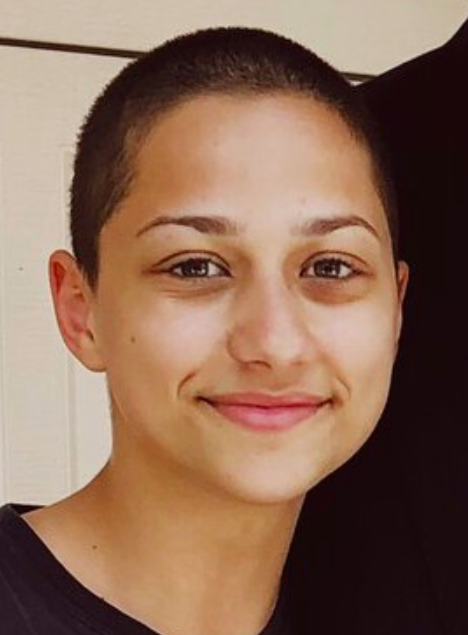
X González, 2018

X González (* 11. November 1999 als Emma González) ist eine US-amerikanische Person, welche aktivistisch für strengere Waffengesetze in den Vereinigten Staaten eintritt.

## Leben
González überlebte mitten während der Abschlussarbeiten das Schulmassaker von Parkland am 14. Februar 2018 in der Marjory Stoneman Douglas High School (MSD) in Parkland, Florida.
Internationale Bekanntheit erlangte González, nachdem sich eine engagierte Rede bei einer Gedenkveranstaltung in Parkland drei Tage nach dem Amoklauf innerhalb kürzester Zeit im Internet verbreitete, wo González sich z. B. äußerte: „Wenn der Präsident mir ins Gesicht sagt, dass das eine schreckliche Tragödie war (…) und dass man nichts tun kann, frage ich ihn, wie viel Geld er von der National Rifle Association (NRA) bekommen hat. […] Ich weiß es: 30 Millionen Dollar.“ und ebenfalls an die Adresse von US-Präsident Trump und anderer Politiker: „Schämen Sie sich!“

### Never Again MSD
Als Reaktion auf die Schießerei gründete González mit anderen Mitschülern die Organisation Never Again MSD, die für eine stärkere Kontrolle des Schusswaffenbesitzes mit verschärften Waffengesetzen und gegen den politischen Einfluss der NRA in den Vereinigten Staaten eintritt.

### March for Our Lives
Beim March for Our Lives, einem von Never Again MSD angeführten und organisierten weltweiten Massenprotest gegen Waffengewalt, trat González am 24. März 2018 mit der letzten Einzelrede der Hauptveranstaltung in Washington, D.C. auf und erinnerte an die Opfer aus der Schule. Dabei schwieg González unter Tränen mit Blick auf die versammelten Hunderttausenden für die Dauer des Attentats von 6 Minuten und 20 Sekunden, nachdem González die Namen der 17 getöteten Mitschüler aufgerufen hatte. Nach González’ eigener Aussage sollten sich die Zuhörer die Dauer des Massakers an der Schule vorstellen. Der Auftritt fand ein sehr positives und breites Echo in den internationalen Medien.

## Persönliches
Seit Mai 2021 möchte González nicht mehr mit dem Vornamen Emma, sondern als X angesprochen werden. X identifiziert sich als nicht-binär. 2022 schloss X ein Studium am New College of Florida ab.

## Rezeption
González wurde als „das Gesicht der Schülerproteste“ bezeichnet.

## Ehrungen
González trägt den Stuttgarter Friedenspreis 2018, der seit 15 Jahren von „Die AnStifter“ vergeben wird. Mit González wird auch die Bewegung gegen Waffengewalt ausgezeichnet. Die Friedensgala fand am 2. Dezember 2018 im Theaterhaus Stuttgart statt.